# Anthrenus lepidus
Anthrenus lepidus är en skalbaggsart som beskrevs av Leconte 1854. Anthrenus lepidus ingår i släktet Anthrenus och familjen ängrar. Inga underarter finns listade i Catalogue of Life.